# جيوفاني نازارينو
جيوفاني نازارينو (17 يناير 1988 الإكوادور - ) هو لاعب كرة قدم إكوادوري، يلعب كمدافع، شارك في كأس ليبرتادوريس.

## روابط خارجية
- جيوفاني نازارينو على موقع ناشيونال فوتبول تيمز (الإنجليزية)
- جيوفاني نازارينو على موقع Soccerbase.com (لاعب) (الإنجليزية)
- جيوفاني نازارينو على موقع Soccerway.com (الإنجليزية)
- جيوفاني نازارينو على موقع عالم كرة القدم.نت (الإنجليزية)
- جيوفاني نازارينو على موقع AS.com (الإسبانية)